# Himmelsberg (Günsteröder Höhe)
Der Himmelsberg zwischen Günsterode im Schwalm-Eder-Kreis und Retterode im benachbarten Werra-Meißner-Kreis in Hessen ist mit 563,7 m ü. NN vor dem Pentersrück (562,2 m) der höchste Gipfel der Günsteröder Höhe, des höchsten und prägendsten Bergrückens des Melsunger Berglandes.

## Geographie

### Lage
Der Himmelsberg liegt auf der Grenze vom Schwalm-Eder-Kreis (Westen) zum Werra-Meißner-Kreis (Osten) im Höhenschwerpunkt der bewaldeten Günsteröder Höhe, die zum sich in Form eines nach Südsüdwesten offenen Hufeisens um Günsterode ziehenden Melsunger Bergland gehört. Er erhebt sich zwischen dem Tal des Essebachs mit Retterode (zu Hessisch Lichtenau; Werra-Meißner-Kreis) im Ostsüdosten und jenem des nordwestlich vom Himmelsberg entspringenden Ohebachs mit Günsterode (zu Melsungen; Schwalm-Eder-Kreis) im Südwesten. Der Himmelsberggipfel liegt nicht nur auf der Kreisgrenze, sondern auch auf der Grenze der Städte Melsungen und Hessisch Lichtenau. Die Kernstadt von Melsungen befindet sich 12 km südwestlich, jene von Hessisch Lichtenau 2,8 km nordöstlich und jene von Spangenberg 7 km (jeweils Luftlinie) südsüdwestlich. Ein ostsüdöstlicher Sporn heißt Breiteberg (440,9 m).
Der zweithöchste Gipfel der Günsteröder Höhe, der Pentersrück (562,2 m), befindet sich 1,3 km südsüdwestlich und kann entlang der Kreisgrenze über eine nur knapp 30 m tiefe Scharte erreicht werden.
Etwa 100 m südsüdöstlich des Himmelsberggipfels steht ein Sendeturm.

### Naturräumliche Zuordnung
Der Himmelsberg gehört in der naturräumlichen Haupteinheitengruppe Osthessisches Bergland (Nr. 35) in der Haupteinheit Fulda-Werra-Bergland (357) zur Untereinheit Melsunger Bergland mit Günsteröder Höhe (357.6), wobei seine Landschaft in der Untereinheit Witzenhausen-Altmorschener Talung (357.5) im Nordosten in den Naturraum Hessisch-Lichtenauer Becken (357.51) und im Südosten in den Naturraum Spangenberger Senke (357.50) abfällt.

## Schutzgebiete
Die Nordostflanke des Himmelsbergs fällt in das Fauna-Flora-Habitat-Gebiet Glimmerode und Hambach bei Hessisch Lichtenau (FFH-Nr. 4824-308; 7,82 km² groß) ab. Auf der Erhebung liegen Teile des Vogelschutzgebiets Riedforst bei Melsungen (VSG-Nr. 4823-401; 69,75 km²).

## Verkehr und Wandern
Östlich vorbei am Himmelsberg führt entlang des Essebachs die Bundesstraße 487 (Hessisch Lichtenau–Retterode–Schnellrode–Spangenberg) und nordwestlich die Landesstraße 3147 (Hessisch Lichtenau–Günsterode–Kirchhof–Melsungen). Zum Beispiel an diesen Straßen beginnend kann man auf Wald- und Wanderwegen den Berg aufsuchen. Über die gipfelnahen östlichen Hochlagen des Himmelsbergs führen die Wanderwege Brüder-Grimm-Weg und Riedforstweg.